# تقرن الجلد الاحمراري المتناظر المترق
تَقَرُّن الجلد الاحمراري المتناظر المترقي هو حالة جلدية سائدة نادرة تظهر بعد الولادة مباشرة مع لويحات حُمامية مفرطة التقرن وموزعة بشكل متماثل على الأطراف والأرداف والوجه، ولكن مع تجنّب الجذع، ولا توجد أعراض سريرية أخرى ولا علامات عقلية أو جسدية مرتبطة عادة بالحالة.
تُعرف هذه الحالة أيضًا باسم متلازمة دارييه غوترون أو احمرار الجلد المتماثل التدريجي أو تَقَرُّن الجلد الاحمراري المتناظر المترقي للغروتون ولتَقَرُّن الجلد الاحمراري المتغيِّر المترقي. تم الإبلاغ عن أقل من مائة حالة حتى الآن.

## علم الوراثة
تم الإبلاغ عن طفرة في جين KDSR مرتبطة بهذه الحالة، هذا الجين يشفر اختزال 3-كيتوديهيدروسفينجوزين، وهو إنزيم في مسار تخليق السيراميد، كما ذكر المؤلفون أيضًا أن استخدام دواء الآيزوتريتينوين الجهازي أدى إلى حل شبه كامل للآفات في حالتين.
يشير تقريران آخران إلى أن دواء الآيزوتريتينوين قد يكون مفيدًا.

## الآلية
تبدأ لويحات الجلد في الظهور كمناطق التهاب حمراء، مما يؤدي غالبًا إلى التشخيص الخاطئ لالتهاب الجلد التأتبي، فبعد الالتهاب، تبدأ المناطق الحمراء في التقرّن لتشكل في النهاية لويحات نهائية تبدو بنية وجافة ومتقشرة، وبعد نمط زمني دقيق للتطور، تستمر اللويحات المتقرنة لأسابيع أو شهور، مما يؤدي في النهاية إلى فترات من التقشر تؤدي إلى انكشاف الجلد "السليم"، وبعد ذلك تبدأ عادةً دورة جديدة، تاركة عددًا متفاوت من أيام التأخير بين الدورات.
وعلى الرغم من أن الأسباب البيئية ليست مفهومة جيدًا إلا أنه يبدو من الواضح أن عواملاً مثل التعرض للشمس والرياح وتكييف الهواء قد تزيد من درجة التهاب الجلد التي تحدد بداية دورة جديدة.

## التشخيص التفريقي
وهذا يشمل تَقَرُّن الجلد الاحمراري المتغيِّر وloricrin تقرن الجلد

## العلاج
العلاج النهائي غير موجود في الوقت الحالي، ولكن يهدف العلاج الملطف إلى تخفيف الحكة المصاحبة غالبًا لالتهاب الجلد وترطيب الجلد الجاف لمنع الجفاف المفرط وتقشر اللويحات.

## التاريخ
وصف دارييه هذه الحالة في عام 1911. وقد أطلق عليها غروتون اسمها الحالي في عام 1923